# Nahuelito

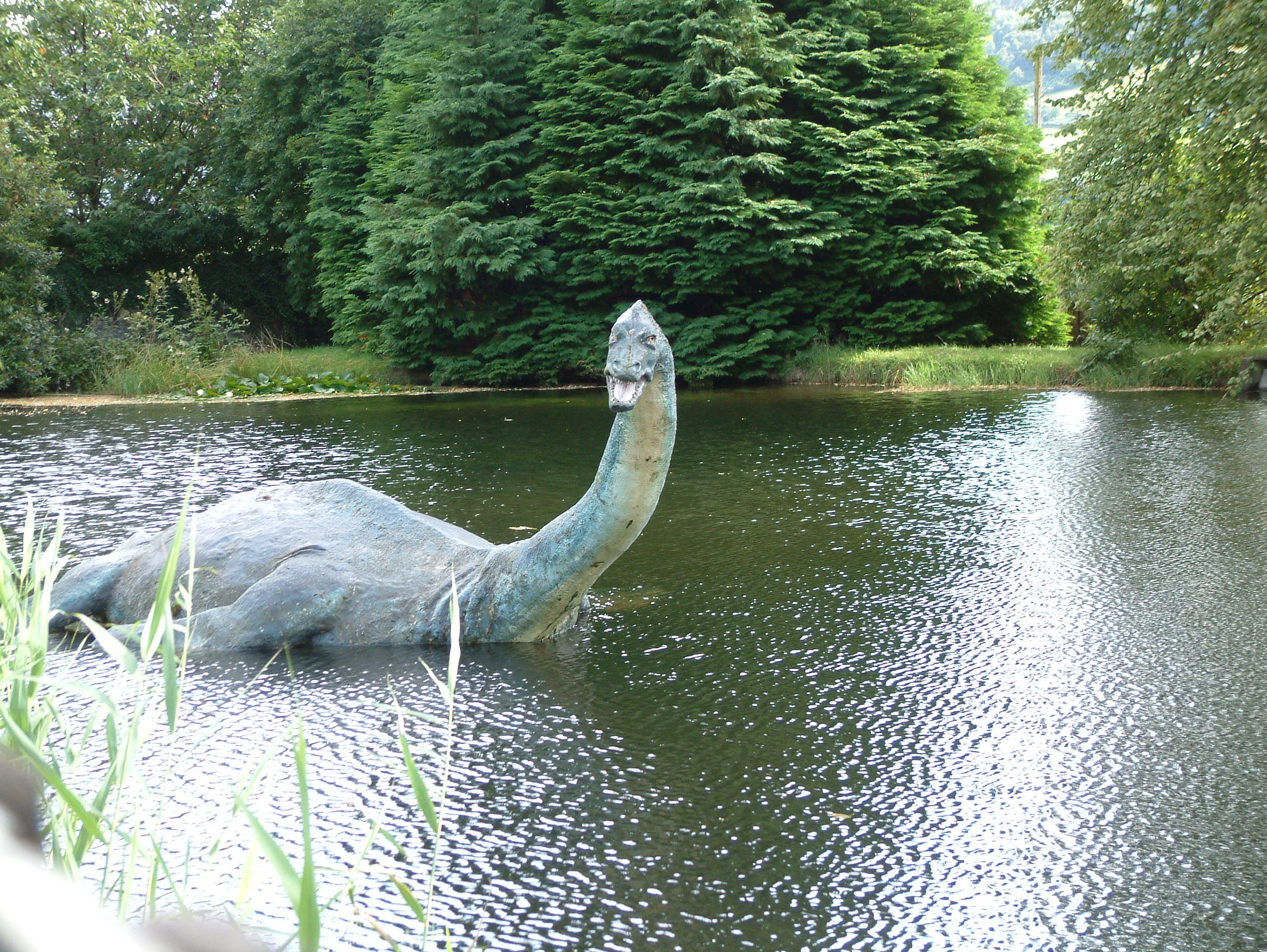
Según se dice, el monstruo tendría la apariencia de un plesiosaurio

El Nahuelito es una supuesta criatura acuática desconocida que, según la creencia popular, habita en las aguas del lago Nahuel Huapi, cuerpo de agua dulce de origen glaciar destacable por sus 557 km² de superficie y 464 m de profundidad máxima conocida, compartido por la provincia del Neuquén y la provincia de Río Negro, ambas situadas en la Patagonia argentina.

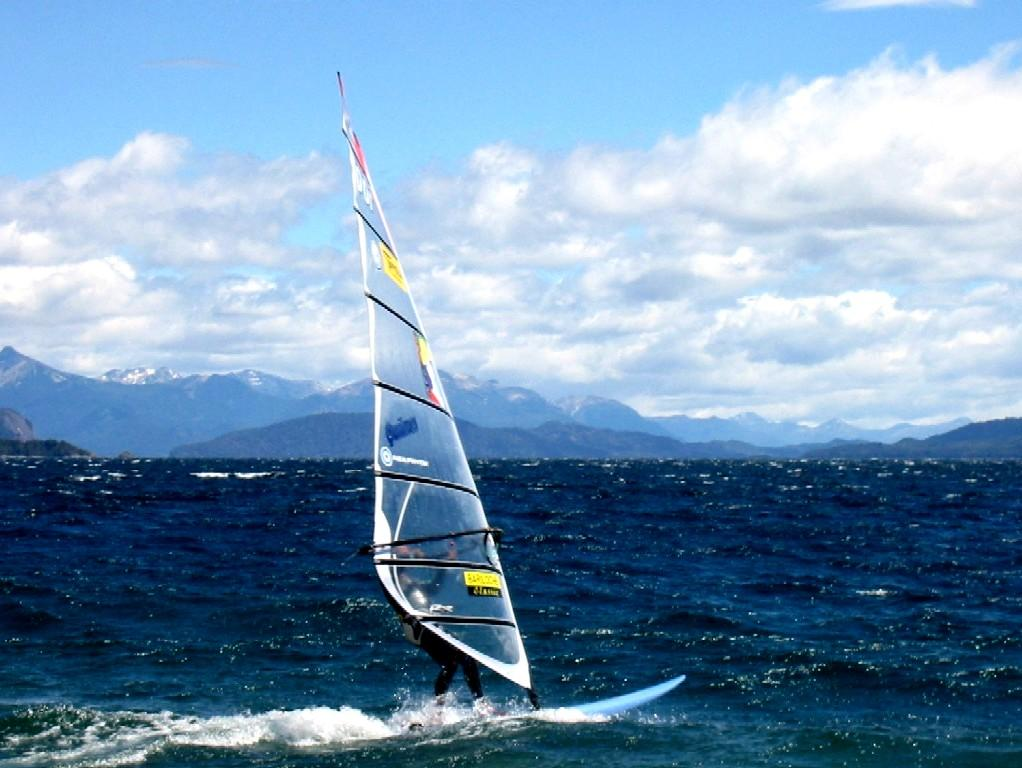
Vista desde la costa sur del lago Nahuel Huapi, supuesto hogar de la criatura

Al igual que Nessie, su equivalente escocés, recibe su nombre del cuerpo lacustre que supuestamente habita, aunque su existencia nunca ha sido confirmada, a pesar de las búsquedas sistemáticas realizadas y la aparición ocasional de fotografías y videos de dudoso origen o fuente publicadas en medios de comunicación regionales.
La leyenda es muy conocida en el país y es una referencia en libros y artículos clásicos sobre criptozoología.

## Historia
El término nahuel, que da nombre tanto al parque nacional Nahuel Huapi como al lago homónimo y a la supuesta criatura, viene del idioma mapuche nahuel, lengua que hablaban los indígenas de la zona, y que significa yaguareté. Sin embargo, la palabra fue traducida por los españoles recién llegados al Nuevo Mundo como «tigre», que confundieron a ambos animales por características que poseen en común.
Al hacer referencia al monstruo, los habitantes de la zona utilizan históricamente el artículo antes del nombre, llamándolo «El Nahuelito».
El origen de la leyenda actual se cree que remonta a relatos indígenas previos al periodo de la conquista de América. Los primeros exploradores obtuvieron de los nativos del lugar leyendas acerca de encuentros ocasionales con monstruos acuáticos.
A partir de 1897, el Dr. Clemente Onelli, director del zoológico de Buenos Aires, comienza a recibir informes esporádicos acerca de una posible extraña criatura habitante de los lagos patagónicos.
Entre los pobladores de la región de Nahuel Huapi es frecuente el rumor de la existencia de un monstruo al cual suelen llamar el sueiro, del que hablan que: «Sale de los lagos de noche, posee el cuerpo del tamaño de una vaca y deja huellas como las de un pato gigante». También dicen que el tal supuesto monstruo es carnívoro, alimentándose muchas veces de las vacas. Aunque tales rumores más parecen una elaboración criolla del mito mapuche referido a «el cuero».
El primer posible avistamiento registrado del Nahuelito data de 1910 protagonizado por George Garret, quien lo hizo público mucho tiempo después. Garret trabajaba en una compañía ubicada cerca del Nahuel Huapi, que luego de navegar por el lago y a punto de desembarcar, pudo avistar a unos 400 m de distancia una criatura cuya parte visible medía entre 5 y 7 m de largo y sobresalía unos 2 metros por encima del agua. Al comentar su experiencia con gente del lugar, Garret se entera de historias similares relatadas por los indígenas. Pero el avistamiento de Garret en 1910 se hace público recién en 1922, cuando lo cuenta al diario Toronto Globe y haciendo eco en la prensa internacional, motivándose así organizar la primera expedición para buscar al Nahuelito.
En 1922 el Dr. Onelli recibe el testimonio de Martin Sheffield, un buscador de oro estadounidense, acerca de un supuesto rastro de grandes huellas en la orilla del lago Nahuel Huapi y haber visto un enorme animal desconocido en el centro del mismo. Convencido por el informe de Sheffield, Onelli decide organizar una expedición de búsqueda. Fue liderada por José Chiagi, superintendente del zoológico, participando en la misma reconocidos cazadores armados con rifles para cazar elefantes y dinamita para minar el lago.
La gente reaccionó negativamente ante la participación de cazadores, y el Dr. Albarracín, Presidente de la Asociación Protectora de Animales, le solicitó al Ministro del Interior que revocara la autorización para la búsqueda, ya que las leyes prohibían la caza de animales exóticos. Finalmente se resolvió el tema del permiso y la expedición siguió adelante, pero regresó sin resultados positivos. La historia tuvo repercusión internacional, llegando a ser comentada en publicaciones como la revista Scientific American.

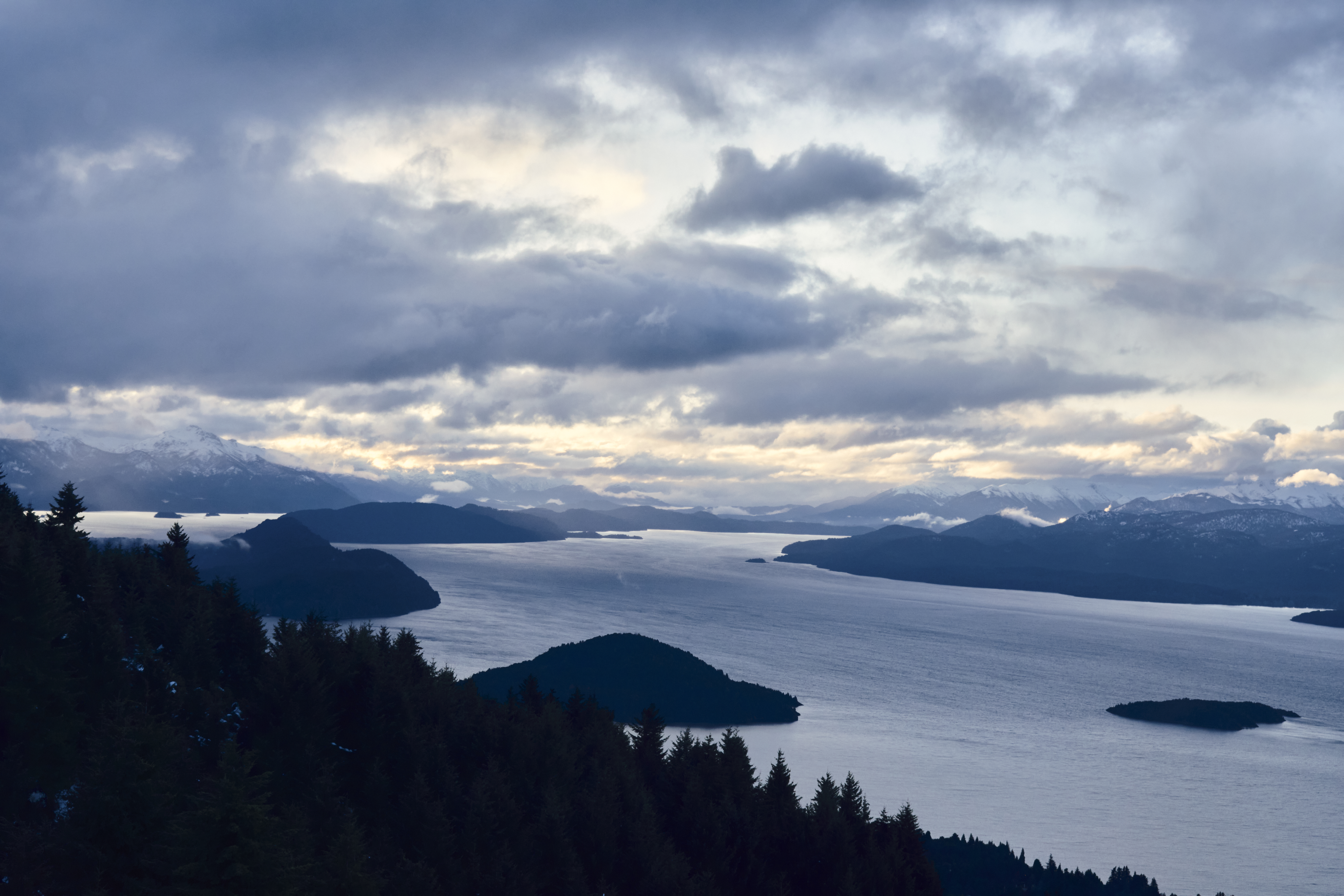
Vista de Lago Nahuel Huapi desde Cerro Otto

Después de varios meses sin tener éxito, tanto en el lago Epuyén como en el Nahuel Huapi por supuestos avistamientos, Clemente Onelli regresó a Buenos Aires y es allí cuando desde Bariloche le llega el antecedente: “El plesiosauro había sido capturado”. Impactó fuertemente la noticia en distintos medios nacionales e internacionales. Pero en realidad había sido una broma de Primo Capraro, empresario de Bariloche, quien en el carnaval del año 1922 armó una carroza con la figura de un plesiosauro haciéndola desfilar por las calles del pueblo. Como una estrategia publicitaria, una imagen quedó plasmada en la historia. Esa foto la tomó don Rafael Soriani.
Más recientemente, en 1960, se dice que la Armada Argentina persiguió en el lago un objeto submarino no identificado durante 18 días, sin conseguir identificarlo, lo cual algunas personas relacionaron con esta supuesta criatura.
El crecimiento como destino turístico de la ciudad de Bariloche, situada a orillas del Nahuel Huapi, aumentó los supuestos avistamientos ocasionales, al igual que lo que sucede en el lago Ness; pero nunca se ha obtenido un registro gráfico concluyente.
En 1988 se publicaron fotos del Nahuelito en una revista del diario Río Negro. Estas fueron tomadas a corta distancia con una cámara analógica, en las que el objeto se encontraba cerca de la costa de Bariloche. «No es un tronco de formas caprichosas. No es una ola. El Nahuelito mostró la cara.», dijo un hombre, que no reveló su nombre, en una misiva que dejó junto a las fotos.[cita requerida]

## Hipótesis a favor de su existencia
Se han propuesto diversas teorías para explicar el mito, pero hasta el momento ninguna ha recibido un análisis serio que las valide. Estas teorías serían las siguientes:

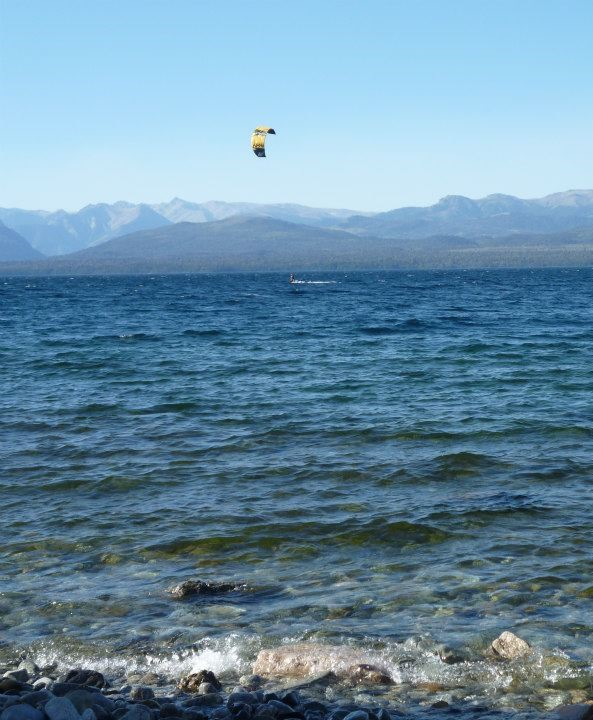
Vista este del lago Nahuel Huapi

- Animal prehistórico: De acuerdo a su apariencia (lo que es una llamativa coincidencia con Nessie, el parecido monstruo que habita en el lago Ness), surge esta hipótesis, la más popular, la cual dice que el Nahuelito sería un sobreviviente de la época de los dinosaurios, probablemente un plesiosaurio. Otros apoyan la teoría de un ictiosaurio, basándose en la abundancia de fósiles de éste animal encontrados en la región. Sin embargo, los lagos patagónicos se formaron en una época geológica posterior a la extinción de los dinosaurios, lo que refutaría la hipótesis. También se ha sugerido que podría tratarse de un milodón, un mamífero terrestre extinto hace pocos milenios, que aunque podría coincidir con algunas descripciones, no tenía hábitos acuáticos.[1]
- Una mutación: Una versión más moderna (y más fantástica) sugiere que Nahuelito sería una extraña mutación de algún animal local producida por los experimentos nucleares que se vienen realizando ininterrumpidamente desde hace 60 años.[1]
- Un submarino: Tal vez la última teoría en llegar al público sea la que atribuye las apariciones a un pequeño submarino de origen desconocido, la que muchos interpretan como una variación cultural moderna del mito del monstruo acuático. Pero esta última teoría tampoco ha sido demostrada.[1]

Es muy llamativo que el Nahuelito sea asemejado con Nessie, del Lago Ness escocés: en la mayoría de los avistamientos ambos fueron descritos aparentando tener piel de cuero, dos jorobas y una longitud aproximadamente de 10-15 m, incluyendo en ocasiones un cuello en forma de cisne. En otros relatos se ha mencionado una cabeza pequeña y, muy de vez en cuando, algunas aletas de propulsión.[cita requerida] De estas descripciones surge que estos dos monstruos, pero también otros como Champ, pueden ser plesiosaurios.

## Hipótesis en contra de su existencia
- Los relatos indígenas difícilmente se pueden citar como argumento, ya que los nativos tenían leyendas sobre la existencia de monstruos acuáticos en prácticamente todos los lagos y ríos de la Patagonia. El antecedente directo del Nahuelito sería la leyenda del «cuero», monstruo sin cabeza ni patas que supuestamente habitaba también en el lago. Así, el ser de esta leyenda Mapuche no tendría realmente la apariencia que se le asocia al Nahuelito.[1]
- Correspondería en realidad a troncos a la deriva, materia orgánica acumulada en estado de putrefacción, burbujas de gas que agitaban la superficie, o hasta mamíferos terrestres que cruzaban el lago a nado. Sin embargo, esta explicación es derrotada por la falta de explicación al largo cuello o el movimiento de la cabeza.[cita requerida]

Todas las observaciones pueden ser explicadas de la misma forma que se ha hecho con el monstruo del lago Ness.